# Материнська смертність

Карта материнської смертності SOWM2010. Дані відображають ризик материнської загибелі від причин, пов'язаних з вагітністю за все життя.
1 з 7 - 1 з 8
1 з 11 - 1 з 16
1 з 18 - 1 з 32
1 з 33 - 1 з 55
1 з 70 - 1 з 120
1 з 130 - 1 з 240
1 з 270 - 1 з 500
1 з 530 - 1 з 1000
1 з 1100 - 1 з 1400
1 з 2100 - 1 з 3700
1 з 4400 - 1 з 7800
1 з 8200 - 1 з 14200
1 з 16400 - 1 з 29000
1 з 47600 та менше

Материнська смертність, коефіцієнт материнської смертності або КМС — частота випадків смерті жінок під час та після вагітності і пологів через ускладнення вагітності та пологів та є опосередкованим показником якості медичної допомоги. В даний час є одним з основних критеріїв, за яким визначають якість і рівень організації роботи сучасних пологових установ. У 2013 році через причини, пов'язані з вагітністю, у світі померли біля 289 000 жінок (800 на день) з великими відмінностями між розвиненими країнами та країнами, що розвиваються. Ці смерті рідко розслідують, однак за оцінками ВООЗ 99 % цих смертей, більшість з яких настає протягом 24 годин після пологів, можна було б попередити, якби існувала відповідна інфраструктура, навчання та обладнання.
Відповідно до найпоширенішої класифікації, у категорію потрапляють смерті, які настали в період вагітності, а також протягом 42 днів після її закінчення. Причиною смерті може служити будь-який патологічний стан, пов'язаний безпосередньо з вагітністю (крім нещасних випадків та інших випадкових причин). 
Попри значне скорочення частоти смертей жінок у пологах у другій половині ХХ століття, особливо після 1990 року, рівень материнської смертності залишається значним у країнах, що розвиваються. Вищі показники спостерігаються серед: жінок, які проживають у сільських районах; жінок з низьким рівнем життя; неодружених; серед підліток.

## Епідеміологія
У 2013 році через причини, пов'язані з вагітністю, у світі померли біля 289 000 жінок (800 на день) з великими відмінностями між розвиненими країнами та країнами, що розвиваються. Західні країни щорічно звітують та оглядають материнську смертність, що значно знижена в цих регіонах. 
У США показник материнської смертності опустився до рекордно низьких значень 9,1 на 100 000 живих народжень у період між 1979-1986 рр. Але 1987 по 2011 рік виріс до 14 смертей на кожні 100 000 пацієнток в 2000 і досяг 24 смертельних результатів на 100 000 породіль у 2008 р.
Натомість у решті світу повідомляється про показники до 1000 на народження. Найвищі показники в Субсахарській Африці та Південній Азії, на них припадає 86 % смертей.
Станом на 2012 рік, цілий ряд країн (Азербайджан, Албанія, Вірменія, Боснія і Герцеговина, Грузія, Киргизія, Туреччина) з тих чи інших причин не вели повну реєстрацію смертей, але співпрацюючі з ними міжнародні організації мають альтернативні джерела. При цьому, в деяких країнах світу (Таджикистан і Туркменія) така статистика взагалі не ведеться (2012). Країною з одним з найнижчих КМС у світі (2) у 2008-2010 роках була Білорусь. В Україні показник дорівнював 21, у РФ — 20.

## Причини та фактори
Прямими причинами смерті жінок у вагітності та пологах є акушерські кровотечі, еклампсія, перешкоджання пологам, сепсис та небезпечні аборти. Малярія та СНІД ускладнюють вагітність. У період 2003—2009 рр. кровотеча була основною причиною смерті, на неї припадало 27 % смертей у країнах, що розвиваються, і 16 % у розвинених країнах.
Нерепродуктивне здоров'я лишається важливим предиктором здоров'я вагітних та породіль. У США основними причинами смерті породіль є серцево-судинні захворювання (15 % смертей), ендокринні, дихальні та шлунково-кишкові розлади, інфекції, крововиливи та гіпертонічні розлади вагітності.
У бідних країнах здоров'я вагітних та породіль додатково погіршується бідністю та несприятливими економічними факторами, які впливають на дороги, заклади охорони здоров'я, обладнання та матеріали, обмежений кваліфікований персонал. Інші проблеми охоплюють культурне ставлення до сексуальності, контрацепції, сексуального насильства, дитячих шлюбів, домашніх пологів та здатності розпізнавати надзвичайні ситуації.

## Заходи з боротьби

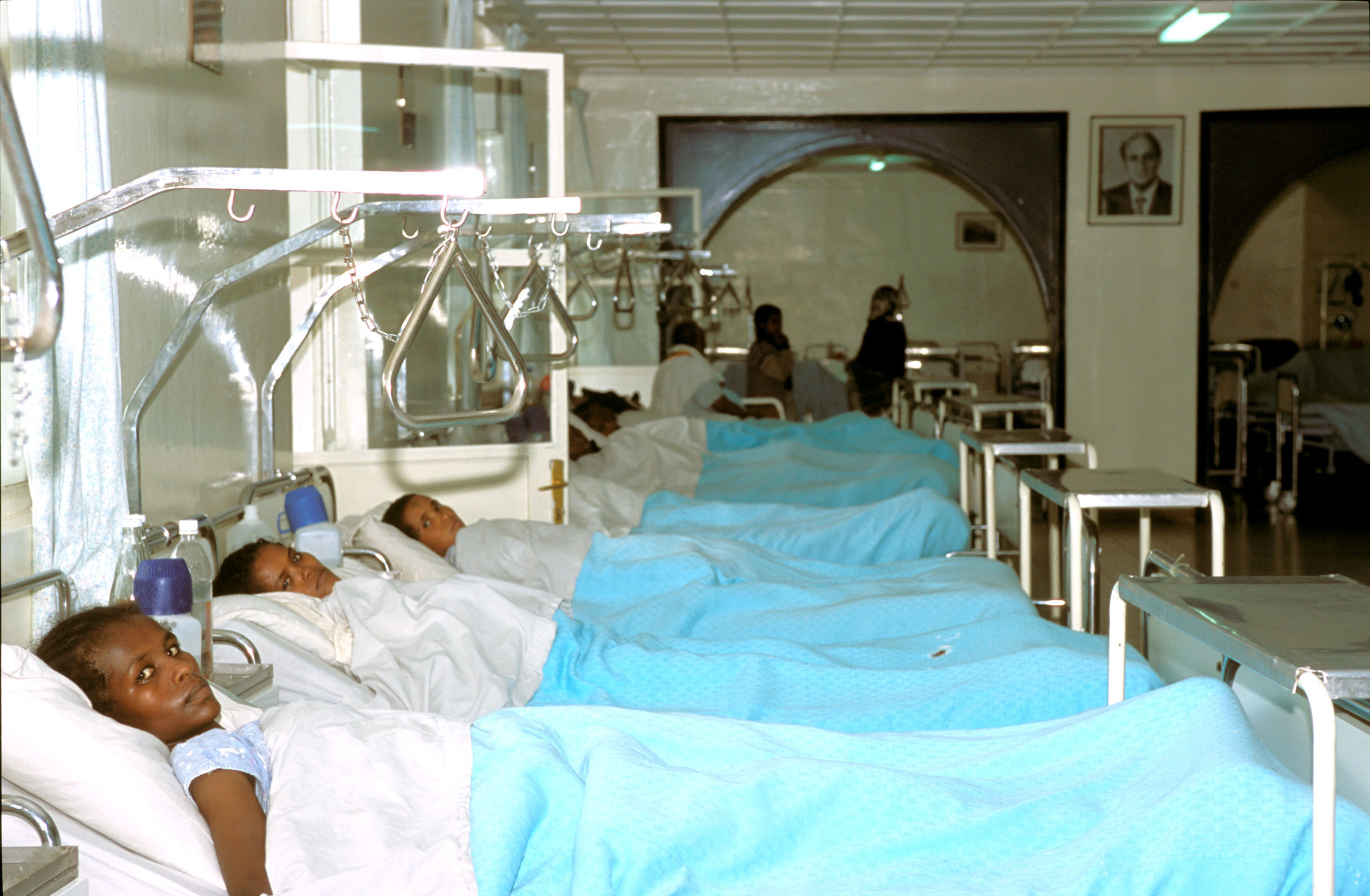
Пацієнтки в ефіопській лікарні

У 2000 році ООН створила Ціль розвитку тисячоліття 5 для поліпшення материнського здоров'я. Планувалося зменшити материнську смертність на 3\4 з 1990 по 2015, використовуючи два показники — 5.1 MMR та 5.2 (частку пологів, у яких брав участь кваліфікований медичний персонал: лікар(ка), медсестра чи акушерка). 
За ранніми звітами, ЦРТ 5 досягла найменшого прогресу серед усіх ЦРТ. До цільової дати 2015 року MMR зменшився лише на 45 % (з 380 до 210, більшість із яких відбулися після 2000 року). Однак це покращення відбулося у всіх регіонах, але найвищі показники MMR все ще були в Африці та Азії, найбільше падіння в Південній Азії — з 530 до 190 (64 %). Найменший спад спостерігався в розвинених країнах — з 26 до 16 (37 %). Що стосується допоміжних пологів, ця частка зросла у всьому світі з 59 до 71 %. Хоча цифри були подібними як для розвинених регіонів, так і для регіонів, що розвиваються, в останніх існували значні коливання — від 52 % у Південній Азії до 100 % у Східній Азії. Ризики смерті під час вагітності в країнах, що розвиваються, залишаються в 14 разів вищими, ніж у розвинених країнах, а в Африці на південь від Сахари, де рівень MMR найвищий, ризик у 175 разів вищий. При встановленні ЦРТ кваліфікована допомога у пологах вважалася ключовою стратегією, а також показником доступу до медичної допомоги та точно відбивали рівень смертності. Існують помітні відмінності в регіонах із 31 % нижчим рівнем у сільських районах країн, що розвиваються (56 проти 87 %), однак різниці немає в Східній Азії, але різниця в 52 % у Центральній Африці (32 проти 84 %). Із завершенням кампанії ЦРТ 2015 року в рамках кампанії «Цілі сталого розвитку» встановлюються нові показники на 2030 рік. Материнське здоров'я відображено в цілі 3 «Здоров'я», метою є зменшення загального коефіцієнта материнської смертності до менш ніж 70. Серед засобів, що розробляються для досягнення цих цілей, є Контрольний список ВООЗ щодо безпечних пологів.
Поліпшення стану здоров'я вагітних жінок та породіль, на додаток до професійної допомоги при пологах, потребує рутинної допологової допомоги, базової екстреної акушерської допомоги, зокрема наявності антибіотиків, окситоцину, протисудомних засобів, можливості ручного видалення затриманої плаценти, проведення інструментальних пологів та післяпологового догляду. Дослідження показали, що найбільш дієвими є програми, спрямовані на освіту пацієнток та громад, пренатальну допомогу, екстрене акушерство (зокрема доступ до кесаревих розтинів) та транспорт. Як і в цілому щодо жіночого здоров'я, рішення щодо охорони здоров'я матерів вимагає широкого погляду, що охоплює багато інших цілей ЦРТ, таких як глобальна гендерна нерівність, бідність та статус, а з огляду на те, що більшість смертей відбувається в безпосередній внутрішньо-пологовий період, рекомендується проводити внутрішньо-пологовий догляд.
Нові вказівки щодо допологової допомоги були видані ВООЗ у листопаді 2016 року.